# The ReVe Festival: Day 2
The ReVe Festival: Day 2 è il nono EP in lingua coreana (undicesimo complessivo) del gruppo musicale sudcoreano Red Velvet, pubblicato il 20 agosto 2019 dalla SM Entertainment.

## Tracce
1. Umpah Umpah (음파음파 ?, eumpa-eumpaLR, lit. Sonic Wave) – 3:40 (testo: Jeon Gandi – musica: Christoffer Lauridsen, Andreas Öberg, Allison Kaplan)
2. Carpool (카풀?, KapulLR) – 3:27 (testo: Kenzie – musica: Sophia Ayana, Léon Paul Palmen, Nathan Cunningham, Marc Sibley)
3. Love Is the Way (사랑은 길이다?, Sarang-eun Gil-idaLR) – 3:32 (testo: Goo Tae-woo, Shin Hye-sun – musica: Ryan S. Jhun, Denzil “DR” Remedios, Nermin Harambasic, Rodnae “Chikk” Bell, Courtney Woolsey, Charite Viken)
4. Jumpin – 3:36 (testo: Kenzie – musica: Kenzie, Caesar & Loui, Ylva Dimberg)
5. Ladies Night – 3:57 (testo: Park Ji-yeon – musica: Chu Dae-gwan (Mono Tree), Andreas Öberg, Maja Keuc)
6. Eyes Locked, Hands Locked (눈 맞추고, 손 맞대고?, Nun Matchugo Son MatdaegoLR) – 4:11 (Sumin)

## Classifiche

### Classifiche settimanali
| Classifica (2019) | Posizione massima |
| ----------------- | ----------------- |
| Corea del Sud     | 1                 |
| Giappone          | 17                |

### Classifiche di fine anno
| Classifica (2019) | Posizione |
| ----------------- | --------- |
| Corea del Sud     | 51        |